# Wang Guowei

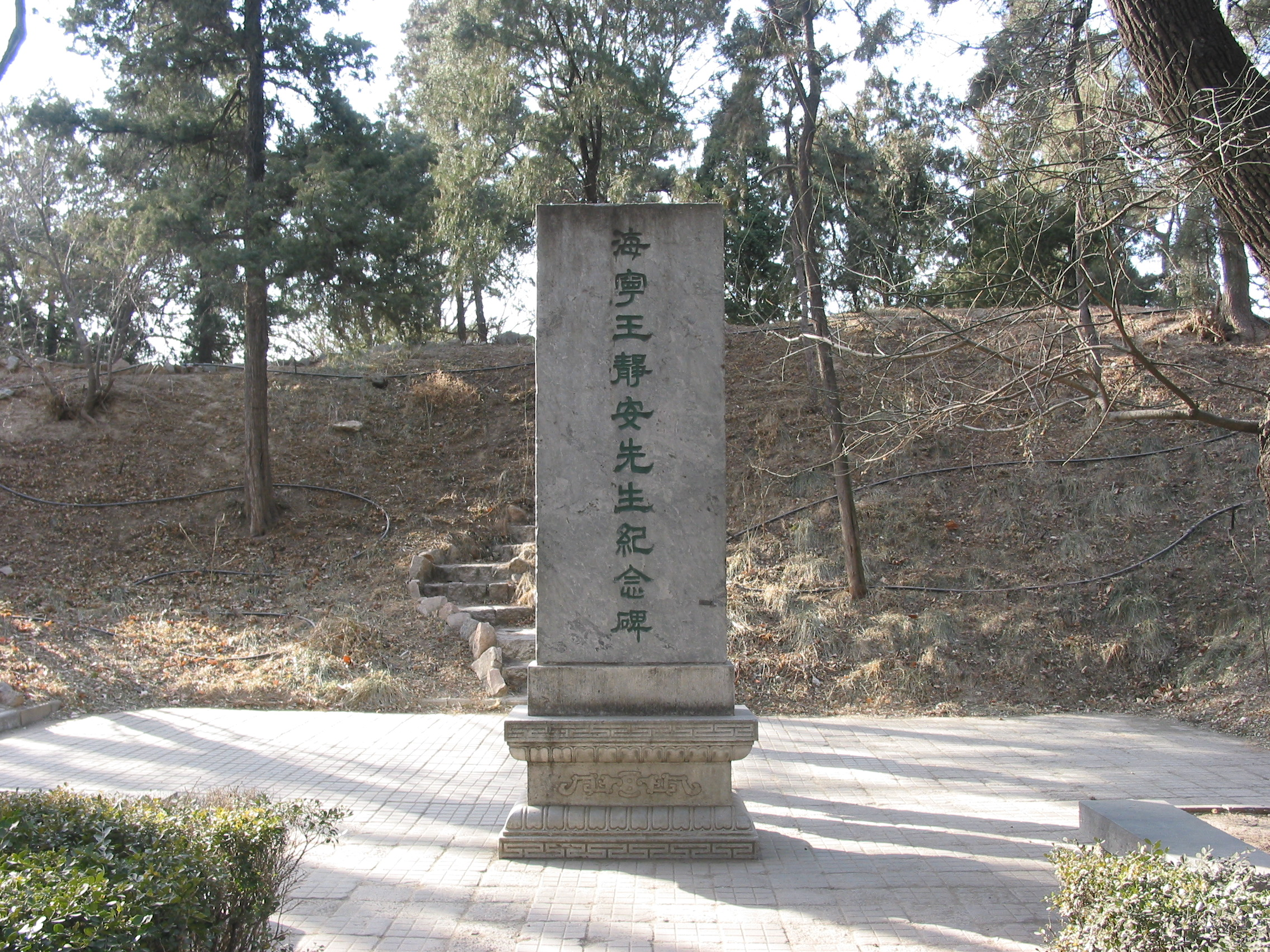
Monumento a Wang Guowei

Wang Guowei (en chino: 王國維; 2 de diciembre de 1877-2 de junio de 1927) fue un escritor chino del período moderno. Filósofo y erudito, escribió el primer estudio importante sobre el teatro y los poemas cantados.

## Biografía
Nacido en Haining, Zhejiang, fue a Shanghái para trabajar como corrector para un periódico, después de no aprobar el Examen Imperial en su ciudad natal, a la edad de 22 años. Allí estudió en el Dongwen Xueshe (東文學社), una escuela de enseñanza del idioma japonés, y se convirtió en un protegido de Luo Zhenyu. Patrocinado por Luo, se fue a Japón en 1901, estudiando ciencias naturales en Tokio. De vuelta en China, un año después, comenzó a enseñar en diferentes universidades y se dedicó al estudio del idealismo alemán. Huyó a Japón con Luo cuando tuvo lugar la Revolución de Xinhai en 1911. Regresó a China en 1916, pero se mantuvo leal al emperador manchú derrocado. En 1924, fue nombrado profesor por la Universidad Tsinghua, donde fue conocido como uno de los "Cuatro Grandes Tutores", junto con los destacados académicos chinos Liang Qichao, Chen Yinke e Y. R. Chao.
En 1927, Wang se ahogó en el lago Kunming en el Palacio de Verano antes de que el Ejército Nacional Revolucionario entrara en Pekín durante la Expedición del Norte.
El epitafio de Chen Yinke decía: "El suicidio de Wang se debió a que le preocupaba perder el espíritu independiente y el pensamiento libre que tanto apreció en su búsqueda académica".